# Retrato de Carmen Bastián
Retrato de Carmen Bastián es una pintura al óleo del pintor catalán Mariano Fortuny de 1871 - 1872. Es una pintura atípica y muy escandalosa para su momento, que el artista pintó por gusto para sí mismo. La Galeria Oriol de Barcelona pagó 300.000 euros, y desde 2014 se expone en el Museo Nacional de Arte de Cataluña.

## Carmen Bastián
La que posa es Carmen Bastián, una muchacha gitana que vivía en el barrio granadino del Barranco de la Zorra. Tuvo muy buena relación con la familia Fortuny y apareció en cuadros de diferentes artistas. También se dijo que era la amante del pintor pero eso, al parecer, no era cierto, pues también tenía muy buena relación con su esposa, Cecilia de Madrazo. Carmen tenía quince años por entonces, y tuvo un final trágico: cuando los Fortuny de Madrazo se fueron de Granada, Carmen se fue a Madrid. Siguió trabajando como modelo para artistas en la capital, con un acuarelista inglés. Pero uno de los hermanos de la joven se fue a Madrid con la intención de llevársela de vuelta a Granada. Ella no quería y su hermano le dio una paliza terrible. Como resultado, el inglés la dejó. Carmen se suicidó.

## Descripción
Esta pintura es inusual en la obra de Fortuny. El pintor realizó otros desnudos artísticos, como su famosa La odalisca; pero esas pinturas eran diferentes porque los cuerpos de las muchachas aparecían muy bien delineados y tersos, como las imágenes de Venus. En esta obra, en cambio, se plasma a una jovencita española contemporánea. La modelo, aunque hermosa, no es perfecta según los cánones: las piernas son delgadas y el rostro no es estéticamente perfecto. Por si eso fuera poco, aparece recostada con la falda levantada hasta la cintura, como las fotos pornográficas de la época. Esta obra, por tanto, muestra un realismo absoluto.
El cuadro muestra a Carmen reclinada sobre un sofá de madera en un interior sobrio bañado por la luz. Está completamente vestida, pero con la falda levantada, dejando a la vista la entrepierna velluda que es de hecho el centro exacto de la composición. Sonríe descarada mirando de reojo hacia el espectador, sosteniendo un abanico en su mano derecha para expresar calidez.

## Estilo e historia
La obra es luminosa, enfatizando la piel de la joven y la puerta detrás de ella; la blancura de la pared del fondo refuerza esta impresión. El dibujo es muy detallado a pesar de que se hizo rápidamente. Como es habitual en la obra de Fortuny, mientras algunas partes del cuadro están muy detalladas, otras se sienten difuminadas.
La pintura, sin firma y sin terminar, fue encontrada en el taller del pintor a su muerte, por eso se aprecia el sello de la testamentaría en el ángulo inferior derecho. Permaneció en manos de la familia de Madrazo hasta que fue vendido a finales de los años 1980 y no se vio nunca en público hasta 1989, cuando se expuso en Barcelona en una exposición dedicada al artista. Hasta entonces, nunca se había mencionado en ninguno de los numerosos artículos y libros sobre Fortuny ni en la correspondencia familiar.